# Tapis d'Esfahan
 (juillet 2016).
Le tapis d'Esfahan, également appelé tapis à la Polonaise, est un type de tapis persan.
Les tapis d'Esfahan sont parmi les premiers à avoir été connus et appréciés en Europe. Les premiers exemplaires, en soie rehaussée de fils d'argent et d'or, en avaient été offerts par Shah Abbas à des dignitaires occidentaux. 
Pendant des siècles, la route commerciale entre l'Europe et la Perse a traversé la Pologne, d'où le nom français incorrect de « tapis à la Polonais e». Les deux noms sont utilisés à ce jour.

## Description
Ce sont des tapis à fleurs, généralement ornés d'un médaillon au centre. Parfois les quatre écoinçons (coins) reprennent les motifs du médaillon central. On trouve aussi des tapis à sujets, agrémentés de scènes d'animaux dans un décor de fleurs. Un autre décor typique est celui du « vase de fleurs ». À l'une des extrémités du champ se trouve un vase dont débordent de longues branches fleuries remplissant tout le champ (qui a souvent la forme d'une niche). La bordure est composée d'une large bande centrale entourée de deux bandes étroites ornées de rosaces et de festons, elles-mêmes flanquées de deux bandes très étroites.
Les couleurs sont très variées, avec des alternances de couleurs sombres et claires.
Le « kheft » est un signe de qualité des tapis d'Esfahan noués main. On le trouve sur l'envers du tapis près des franges. Le kheft est constitué d'un certain nombre de fils de chaîne de différentes couleurs régulièrement espacés. Leur nombre varie entre 7 et 16. Plus le nombre est élevé, plus le tapis est fin et la densité du nouage élevée.